# Lijst van nummer 1-hits in Oostenrijk in 2019
Deze hits stonden in 2019 op nummer 1 in de Ö3 Austria Top 40, de bekendste hitlijst in Oostenrijk.
| Datum        | Artiest                             | Titel                           |
| ------------ | ----------------------------------- | ------------------------------- |
| 4 januari    | Mariah Carey                        | All I want for Christmas is you |
| 11 januari   | Ava Max                             | Sweet but psycho                |
| 18 januari   | Ava Max                             | Sweet but psycho                |
| 25 januari   | Shindy                              | Dodi                            |
| 1 februari   | Mero                                | Hobby hobby                     |
| 8 februari   | Capital Bra                         | Prinzessa                       |
| 15 februari  | Capital Bra                         | Prinzessa                       |
| 22 februari  | Eno & Mero                          | Ferrari                         |
| 1 maart      | KC Rebell, Summer Cem & Capital Bra | DNA                             |
| 8 maart      | Capital Bra                         | Capital Bra je m'appelle        |
| 15 maart     | Mathea                              | 2x                              |
| 22 maart     | Mero                                | Wolke 10                        |
| 29 maart     | Capital Bra & Samra                 | Wir ticken                      |
| 5 april      | Capital Bra                         | Cherry lady                     |
| 12 april     | Capital Bra                         | Cherry lady                     |
| 19 april     | Samra                               | Harami                          |
| 26 april     | Capital Bra, KC Rebell & Summer Cem | Rolex                           |
| 3 mei        | Lil Nas X                           | Old town road                   |
| 10 mei       | Lil Nas X                           | Old town road                   |
| 17 mei       | Lil Nas X                           | Old town road                   |
| 24 mei       | Ed Sheeran & Justin Bieber          | I don't care                    |
| 31 mei       | Samra & Capital Bra                 | Wieder lila                     |
| 7 juni       | Samra & Capital Bra                 | Wieder lila                     |
| 14 juni      | Lil Nas X                           | Old town road                   |
| 21 juni      | Lil Nas X                           | Old town road                   |
| 28 juni      | Lil Nas X                           | Old town road                   |
| 5 juli       | Capital Bra & Samra                 | Tilidin                         |
| 12 juli      | Shawn Mendes & Camila Cabello       | Señorita                        |
| 19 juli      | Shawn Mendes & Camila Cabello       | Señorita                        |
| 26 juli      | Shawn Mendes & Camila Cabello       | Señorita                        |
| 2 augustus   | KC Rebell & RAF Camora              | Neptun                          |
| 9 augustus   | Shawn Mendes & Camila Cabello       | Señorita                        |
| 16 augustus  | Shawn Mendes & Camila Cabello       | Señorita                        |
| 23 augustus  | Shawn Mendes & Camila Cabello       | Señorita                        |
| 30 augustus  | Shawn Mendes & Camila Cabello       | Señorita                        |
| 6 september  | Capital Bra & Samra                 | Nummer 1                        |
| 13 september | RAF Camora                          | Vendetta                        |
| 20 september | Tones and I                         | Dance monkey                    |
| 27 september | Tones and I                         | Dance monkey                    |
| 4 oktober    | Tones and I                         | Dance monkey                    |
| 11 oktober   | Tones and I                         | Dance monkey                    |
| 18 oktober   | Tones and I                         | Dance monkey                    |
| 25 oktober   | Tones and I                         | Dance monkey                    |
| 1 november   | Tones and I                         | Dance monkey                    |
| 8 november   | Tones and I                         | Dance monkey                    |
| 15 november  | Tones and I                         | Dance monkey                    |
| 22 november  | Tones and I                         | Dance monkey                    |
| 29 november  | Tones and I                         | Dance monkey                    |
| 6 december   | Tones and I                         | Dance monkey                    |
| 13 december  | Capital Bra                         | Der Bratan bleibt der gleiche   |
| 20 december  | Tones and I                         | Dance monkey                    |
| 27 december  | Mariah Carey                        | All I want for Christmas is you |